# Tiến sĩ khoa học
Tiến sĩ khoa học là một danh xưng khoa học ở Việt Nam kể từ thời điểm có hiệu lực của Luật Giáo dục năm 1998 . Danh xưng này được sử dụng và áp dụng đối với những cá nhân có bằng tiến sĩ của các nước Liên Xô và Đông Âu cũ (học vị doktor nauk - tiếng Nga Доктор наук), hoặc có bằng tiến sĩ nhà nước (doctorat d'Etat) của Pháp,... Đây là một khái niệm mang tính lịch sử vì trước đó Việt Nam có hệ thống văn bằng sau đại học tương tự như hệ thống của các nước Liên Xô và Đông Âu cũ, nghĩa là cũng có học vị tiến sĩ và phó tiến sĩ như của các quốc gia này. Khi đất nước mở cửa và hội nhập, học vị tiến sĩ theo hệ thống học vị của Hoa Kỳ và các nước châu Âu cũng được chấp nhận. Việc này làm nảy sinh sự thiếu thống nhất trong hệ thống văn bằng quốc gia khi tồn tại hai loại học vị tiến sĩ của hai hệ thống khác nhau cùng với một học vị phó tiến sĩ trong khi Luật Giáo dục quy định cả nước chỉ có duy nhất một học vị tiến sĩ. Để giải quyết vấn đề này, thông qua một quyết định hành chính gây không ít tranh cãi trong giới khoa học và chuyên môn, học vị phó tiến sĩ trước đây sẽ được đổi thành học vị tiến sĩ, học vị tiến sĩ theo hệ thống cũ sẽ được đổi thành tiến sĩ khoa học. Nghĩa là, bằng tiến sĩ do các nước Liên Xô và Đông Âu cũ, bằng tiến sĩ do Việt Nam cấp trước đây, bằng tiến sĩ nhà nước, bằng tiến sĩ ha-bi,... sẽ được gọi là bằng tiến sĩ khoa học, bằng phó tiến sĩ sẽ được gọi là bằng tiến sĩ giống như các bằng tiến sĩ khác.
Theo vtudien thì: tiến sĩ khoa học là "học vị cao nhất trong hệ thống học vị dành cho những người đã bảo vệ thành công luận án tiến sĩ (x. Luận án) ở một số nước. Ở Việt Nam, theo Nghị định 90/CP ngày 24/11/1999, chỉ có một học vị gọi là tiến sĩ (tương đương với phó tiến sĩ khi còn chế độ hai học vị). Theo quy định mới của nhà nước Việt Nam, học vị tiến sĩ thời còn hai học vị được gọi là TSKH. Lần đầu tiên học vị TSKH được Trường Đại học Tổng hợp Bôlôn (Italia) cấp năm 1130, Trường Đại học Tổng hợp Pari (Pháp) cấp năm 1231, các Trường Đại học Tổng hợp Nga cấp năm 1819".
Thuật ngữ, học vị và văn bằng tiến sĩ khoa học (tiếng Latin: Scientiae Doctor) nếu được dịch nguyên văn theo nghĩa đen từ các ngôn ngữ khác nhau có thể tương đương với thuật ngữ tiến sĩ khoa học ở Việt Nam hay không tùy từng trường hợp cụ thể, tùy thuộc vào từng thời điểm lịch sử và cũng tùy thuộc vào quy định của mỗi quốc gia. Thông thường, khái niệm tiến sĩ khoa học (Doctor of Science) chỉ đơn thuần là tiến sĩ về khoa học, với mục đích phân biệt với tiến sĩ ở các ngành khác như tiến sĩ giáo dục (Doctor of Education), tiến sĩ kỹ thuật (Doctor of Engineering),...

## Thuật ngữ "tiến sĩ khoa học" tại một số quốc gia

### Tại Nga
Những nhà khoa học Nga muốn bảo vệ luận án tiến sĩ khoa học (tiếng Nga: Доктор наук) phải có học vị tiến sĩ (tương ứng với học vị PhD ở các nước Anh, Mỹ,...) và đã tham gia nghiên cứu khoa học sau khi có học vị tiến sĩ ít nhất 3 năm. Theo định nghĩa của Nga: người đạt được học vị tiến sĩ khoa học là người mở ra một hướng nghiên cứu mới trong khoa học. Còn người đạt học vị tiến sĩ là người có đủ khả năng tiến hành nghiên cứu khoa học một cách độc lập.
Có thể khẳng định rằng, trong thời kỳ Liên bang Xô Viết, rất ít các nhà nghiên cứu đạt tới học vị tiến sĩ khoa học. Theo như thống kê của Khoa lịch sử, Đại học Khoa học Xã hội & Nhân văn (thuộc Đại học Quốc gia) cho thấy số lượng tiến sĩ khoa học được đào tạo suốt thời kỳ tồn tại Liên bang Xô Viết chỉ là 200 trên tổng số hàng chục nghìn công dân Việt Nam được tiếp nhận và đào tạo đại học, trên đại học. "Chỉ trong 41 năm, từ năm 1950 đến năm 1991, Liên Xô đã tiếp nhận và đào tạo gần 50.000 công dân Việt Nam. Trong đó có khoảng 30.000 người ở trình độ đại học, ngót 3.000 phó tiến sĩ, khoảng 200 tiến sĩ khoa học và hàng chục vạn công nhân kỹ thuật, giáo viên dạy nghề, thực tập sinh. Riêng trong lĩnh vực quân sự, có hơn 13.000 quân nhân Việt Nam được Liên Xô đào tạo khá bài bản".

### Tại Pháp
Tiến sĩ khoa học (tiếng Pháp: Docteur des Sciences) ra đời năm 1808 và không còn dùng nữa kể từ sau cải cách năm 1974 khi Pháp thống nhất học vị tiến sĩ của các ngành khác nhau (tiến sĩ khoa học, tiến sĩ văn chương và khoa học nhân văn, tiến sĩ luật, tiến sĩ khoa học kinh tế, tiến sĩ khoa học chính trị,...) thành một học vị duy nhất là tiến sĩ để tránh nhầm lẫn.

### Tại Ireland và các nước thuộc Khối Thịnh vượng chung Anh
Ngày nay, tại Ireland và các nước thuộc Khối thịnh vượng chung Anh như Anh và Ấn Độ, tiến sĩ khoa học (tiếng Anh: Doctor of Science) chỉ còn là một danh hiệu có tính chất tôn vinh, dành cho các cá nhân có đóng góp đặc biệt cho một ngành nào đó, không phải dành cho các thành tựu hàn lâm cụ thể.

### Tại Bắc Mỹ
Tại Bắc Mỹ, không có sự phân biệt giữa tiến sĩ khoa học (Doctor of Science) với tiến sĩ (Doctor of Philosophy, Ph.D.).